# Matematička notacija
Matematička notacija je sistem simboličkih predstava matematičkih objekata i ideja. Matematičke oznake se koriste u matematici, fizici, inženjeringu i ekonomiji. Matematička notacija obuhvata relativno ednostavne simbolički prikaze, poput brojeva 0, 1 i 2, funkcijske simbole poput sin, simboli operatora poput +; konceptualni simboli poput lim i dy / dx; jednačine i varijable; i kompleksne šematske notacije poput Penrose grafičkog notaciji i Coketer-Dinkin dijagrama.

## Definicija
Matematička notacija je sistem pisanja koji koristi za zapisivanja pojmova u matematici.
Notacija koristi simbole ili simboličke izraze koji su namenjeni da imaju precizno semantičko značenje.
U istoriji matematike, ovi simboli su označivali brojeve, oblike, obrasci, i promena.
Notacija takođe može da obuhvati simbole za delove konvencionalnog diskursa između matematičara, kada gledate matematiku kao jezik.
Korišćeni medijumi za pisanje su opisani u nastavku, ali zajedničke materijale trenutno obuhvataju papir i olovku, i kreda za peglanje (ili marker) i elektronske medije. Sistematsko poštovanje matematičkih pojmova je osnovni koncept matematičke notacije.Matematička notacija je sistem pisanja koji koristi za zapisivanja pojmova u matematici.

## Izrazi
Matematički izraz je niz simbola koji se mogu evaluirati. Na primer, ako simboli predstavljaju brojeve, izrazi se procenjuju u skladu sa konvencionalnim redom operacija koji predviđa obračun, ako je moguće, bilo koj izraza unutar zagrade iza koga sledi eksponent i koren, zatim množenje i deljenje i konačno ikakvih dodataka ili oduzimanja, sve se radi sa leve stranke ka desne. Na jeziku računara, ova pravila sprovode od strane prevodioca.

## Literatura
- Ifrah, Georges (2000), The Universal History of Numbers: From prehistory to the invention of the computer., John Wiley and Sons, стр. 48, ISBN 978-0-471-39340-5. Translated from the French by David Bellos, E.F. Harding, Sophie Wood and Ian Monk. Ifrah supports his thesis by quoting idiomatic phrases from languages across the entire world.
- Mazur, Joseph (2014), . Princeton, New Jersey: Princeton University Press. . ISBN 978-0-691-15463-3. Недостаје или је празан параметар |title= (помоћ)

## Spoljašnje veze
- Florian Filma,  (1929), 2 Toma. Istorija matematičke notacije. ISBN 978-0-486-67766-8.
- The Universal History of Numbers: From prehistory to the invention of the computer., 2000. U prevodu sa francuskog Dejvid Bellos, e. F. Harding, Sofi Drvo i Iain monah.
- Rano korišćenje različitih matematičkih simbola
- Matematički simboli ASCII označi kao tip matematička notacija u bilo kom tekst editoru.
- Matematika kao jezik
- Stiven Volfram: Matematički zapis: prošlost i budućnost. Oktobra 2000. godine. Transkript govora predstavljen na u mathml i matematike na sajtu: sa mathml Međunarodnoj konferenciji.